# Ténenkou
Ténenkou is een stad (commune urbaine) en gemeente (commune) in de regio Mopti in Mali. De gemeente telt 11.300 inwoners (2009).